# Bonnetina aviae
Bonnetina aviae is een spinnensoort in de taxonomische indeling van de vogelspinnen (Theraphosidae).
Het dier behoort tot het geslacht Bonnetina. De wetenschappelijke naam van de soort werd voor het eerst geldig gepubliceerd in 2011 door Estrada-Alvarez en Locht.